# Blogger (piattaforma)
Blogger è un servizio di blogging creato e gestito da Google a cui è possibile accedere gratuitamente. A differenza di altri siti concorrenti, non presenta significative aperture verso la rete sociale. Blogger permette di postare, oltre al solo testo, anche immagini e video: questo ne fa una soluzione ideale per webmaster alle prime armi.

## Storia
Blogger nasce il 23 agosto 1999 in una piccola società di San Francisco, la Pyra Labs. È proprio da questo progetto che partirà il fenomeno della blogosfera. Inizialmente Blogger rimane un progetto quasi amatoriale portato avanti dai fondatori della società più per passione che per fini commerciali. Tuttavia la celebrità del sito cresce rapidamente al pari del numero degli iscritti. Vengono progressivamente introdotte nuove funzionalità che facilitano la gestione, l'amministrazione e l'aggiornamento dei blog. Il successo d'immagine non è però sufficiente a coprire i costi di sviluppo della piattaforma che vive a cavallo del 2001 una preoccupante crisi finanziaria associata anche alla generale flessione della cosiddetta New economy. La situazione ha una svolta nel 2003 quando la società viene acquistata da Google. Sotto la nuova gestione Blogger è stato integrato all'interno degli altri servizi offerti da Google, inoltre è stata rimossa ogni forma di pubblicità forzata. Nel corso del 2006 la piattaforma è stata profondamente rinnovata aggiungendo funzioni per la personalizzazione delle pagine, l'uso dei tag e annullando i tempi di aggiornamento dei database.
Si stima che Blogger ospiti tra i 15 ed i 20 milioni di blog.

## Creazione di un blog
La gestione del blog avviene tramite una interfaccia web denominata pannello di controllo, dal quale si può accedere a tutte le funzioni relative al posting (postare) degli articoli e alla modifica del template del blog (ovvero all'aspetto grafico gestito tramite fogli di stile CSS).
Tra le altre caratteristiche da segnalare vi è la possibilità di moderare i commenti ai post, inviare i nuovi post attraverso la posta elettronica tramite un indirizzo elettronico dedicato e la possibilità di ricevere un avviso via posta elettronica quando un commento viene aggiunto in coda ad un post. Blogger supporta anche la modalità ad autori multipli che consente a più persone di postare sullo stesso blog con identità distinte.

## Sviluppo della piattaforma
Nel 2009, in occasione dei dieci anni di vita (precedentemente si chiamava Blogspot), sono state introdotte numerose novità che riguardano, tra l'altro: 
- Read More - possibilità di visualizzare in homepage solo il riassunto dei post
- Visualizzazione degli avatar dei commentatori
- Pagine statiche - per contenuti svincolati dalla cronologia che possono essere usate per moduli di contatto o per il disclaimer del blog
- Designer Modelli - per la creazione online del proprio template personalizzato
- Bottoni ufficiali di condivisione - per postare gli articoli sui social quali Google Buzz, Facebook, Twitter
- Moderazione commenti - funzionalità che consente di filtrare in automatico i commenti di spam

Nel 2011 è stata introdotta la funzione "Visualizzazioni dinamiche", che permette di usufruire di vari tipi di interfacce completamente animate per l'esplorazione di un blog.
Nel 2017 sono stati rilasciati nuovi e più moderni temi grafici di tipo "responsive", adatti alla lettura dei contenuti sia su pc desktop, telefoni e tablet.
Nel 2018 a fronte dell'introduzione di una migliore gestione dell'assegnazione automatica del ccTLD, vengono rimossi alcuni widget e funzionalità poco utilizzate: Sondaggi, Gadgets di terze parti.
Nel 2019 con la chiusura di Google+ tutte le integrazioni con il social network, introdotte 6 anni prima, sono definitivamente rimosse.